# Ostra (Gorce)
Ostra (764 m)– szczyt u północnych podnóży głównego grzbietu Gorców. Znajduje się w bocznym ramieniu odbiegającym od Wichrów w północno-wschodnim kierunku. Grzbiet ten oddziela dolinę potoku Olszówka od doliny Porębianki. Kolejno znajdują się w nim: Krzyżowa (778 m), Ostra (765 m) i Morskie Oko (775 m).
Ostra znajduje się w obrębie miejscowości Olszówka w województwie małopolskim, w powiecie limanowskim, w gminie Mszana Dolna. Nie prowadzi przez nią żaden znakowany szlak turystyczny.